# John McGregor Adams
Pour les articles homonymes, voir McGregor et Adams.
John McGregor Adams, né le 11 mars 1834 à Londonderry (Irlande du Nord) et mort le 17 septembre 1904 à Highland Park (Illinois, États-Unis), est un industriel américain.

## Biographie

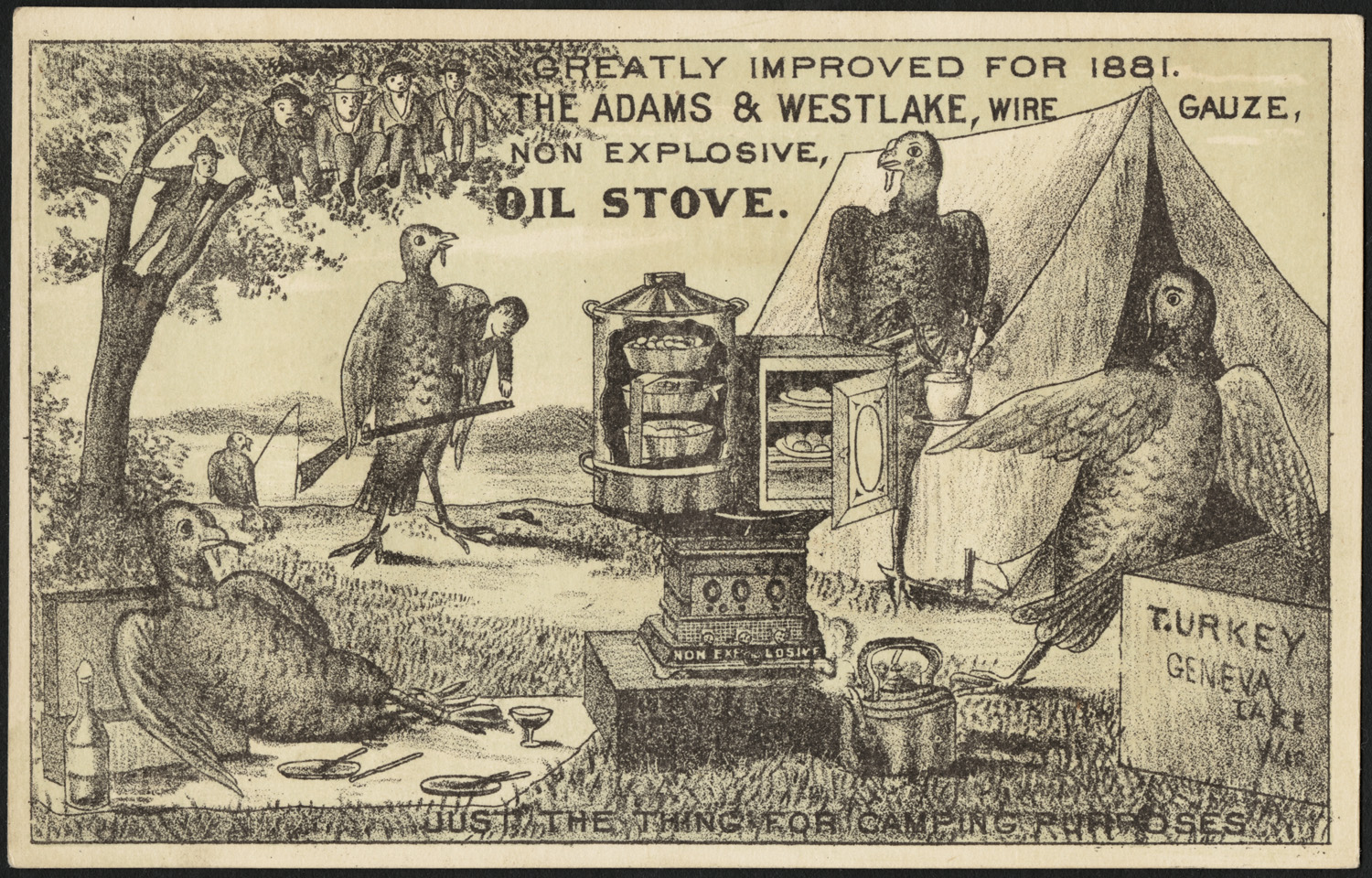

John McGregor Adams s'associe en 1858 à John Crerar (en) pour fonder la Crerar, Adams & Co, une entreprise d'exploitation de métaux, en particulier de nickel, d'étain et de zinc. En 1874, William Westlake les rejoint. 
En 1889, il devient président de la Adams & Westlake à la mort de Crerar. 
Sa fortune est essentiellement dû aux lanternes pour chemin de fer. 
Il est inhumé au cimetière de Graceland de Chicago.
Jules Verne le mentionne dans son roman Le Testament d'un excentrique (partie 1, chapitre I).